# Giovanni Pettenella
Giovanni Pettenella (ur. 28 marca 1943 w Caprino Veronese, zm. 19 lutego 2010 w Mediolanie) – włoski kolarz torowy, dwukrotny medalista olimpijski oraz brązowy medalista mistrzostw świata.

## Kariera
Pierwszy sukces w karierze Giovanni Pettenella osiągnął w 1962 roku, kiedy został mistrzem kraju w sprincie indywidualnym. Dwa lata później wystąpił na igrzyskach olimpijskich w Tokio, gdzie zwyciężył w tej samej konkurencji, a w wyścigu na 1 km był drugi, ulegając jedynie Belgowi Patrickowi Sercu. W tym samym roku wspólnie z Giordano Turrinim zdobył mistrzostwo kraju w wyścigu tandemów. Swój ostatni medal Pettenella zdobył na rozgrywanych w 1968 roku mistrzostwach świata w Rzymie, gdzie zajął trzecie miejsce w sprincie zawodowców, przegrywając tylko ze swoim rodakiem Giuseppe Beghetto oraz Patrickiem Sercu.

## Starty olimpijskie (medale)
Tokio 1964
- sprint –  złoto
- 1000 m ze startu zatrzymanego –  srebro